# 崔家峪镇
崔家峪镇，是中华人民共和国山東省临沂市沂水县下辖的一个乡镇级行政单位。

## 行政区划
崔家峪镇下辖以下地区：
崔家峪村、南峪村、胡同峪村、李家峪村、上泉村、东荆山头村、西荆山头村、磨峪村、桃花万村、五口村、九山官庄村、上龙口村、下龙口村、对荆峪村、花峪村、吕公峪村、龙凤湾村、凰龙湾村、大辉泉村、上常庄村、下常庄村、东虎崖村、西虎崖村、南梨园村、北梨园村、青石万村、下泉村、南垛庄铺村、北垛庄铺村、施家官庄村和凌家万村。